# گلستونبری (کنتیکت)
گلستونبری (به انگلیسی: Glastonbury) یک منطقهٔ مسکونی در ایالات متحده آمریکا است که در شهرستان هارتفورد، کنتیکت واقع شده‌است.
 گلستونبری ۱۳۵٫۲ کیلومتر مربع مساحت و ۳۴٬۴۲۷ نفر جمعیت دارد و ۱۲۷ متر بالاتر از سطح دریا واقع شده‌است.